# Marina Anatoljewna Bortschukowa
Marina Anatoljewna Bortschukowa (russisch Марина Анатольевна Борчукова; * 25. Juli 1981) ist eine frühere russische Biathletin.
Marina Bortschukowa bestritt in der Saison 2000/01 ihre ersten Rennen im Europacup der Juniorinnen. Höhepunkt der ersten Saison wurde die Teilnahme an den Biathlon-Juniorenweltmeisterschaften 2001 in Haute-Maurienne, wo sie Zehnte des Einzels wurde und gewann an der Seite von Tatjana Moissejewa und Julija Makarowa die Goldmedaille im Staffelrennen. Es dauerte bis zu den Sommerbiathlon-Weltmeisterschaften 2006 in Ufa, dass Bortschukowa in den dort erstmals ausgetragenen Skiroller-Wettbewerben zu weiteren Einsätzen auf internationaler Ebene kam. Im Sprintrennen gewann sie hinter Swetlana Tschernoussowa mit nur einem Schießfehler die Silbermedaille, im Verfolgungsrennen fiel sie bei sieben Fehlern auf den achten Rang zurück.